# C/2017 K2 (PANSTARRS)
C/2017 K2 (PANSTARRS) — одна з найвіддаленіших від Сонця комет. Найдальша точка її орбіти знаходиться на відстані 1 трильйон км від Землі (приблизно 7200 астрономічних одиниць).
Відкрита в травні 2017 року телескопом Pan-STARRS-1, підтверджена і сфотографована телескопом «Габбл».
Орбіта комети C/2017 K2 (PANSTARRS) нахилена до площини Сонячної системи приблизно на 87 градусів, і в неї яскравий газопиловий хвіст довжиною приблизно в 128 тисяч кілометрів, попри те, що станом на 2017 р. вона перебуває між орбітами Нептуна і Урана.
Як показали знімки і виміри «Хаббла», цей хвіст має незвичайний хімічний склад — він складається не з парів води, як газова оболонка інших комет, а з кисню, азоту, вуглекислого та чадного газу. Всі ці речовини перетворюються в лід у хмарі Оорта, і випаровуються після того, як комета вперше проникає в більш теплі околиці Сонячної системи.
Комета C/2017 K2 (PANSTARRS) в найближчі 5 років буде зближуватися з Сонцем — у грудні 2022 року досягне орбіти Марса і почне рухатися в зворотному напрямку. Дослідження комети дає можливість вивчити склад «чистої» первинної матерії Сонячної системи, спостерігаючи за хвостом цієї комети.
Ядро C/2017 K2 (PANSTARRS) має до 19 кілометрів у поперечнику, діаметр коми в 10 разів більше розмірів Землі. За розрахунками, яскравість комети має досягти максимально 5.5m у 2022 році.